# Гогохія Гоча Гурджанійович
Гоча Гурджанійович Гогохія (нар. 10 січня 1972) — грузинський та український футболіст, нападник.

## Життєпис
Футбольну кар'єру розпочав у першості Грузинської РСР серед КФК в Дархелі (1988) та «Динамо» (Зугдіді) (1989). У 1990 році в складі «Одіші» дебютував у першому розіграші незалежного чемпіонату Грузії. У грузинському клубі виступав протягом 4-х сезонів, за цей час зіграв 61 матч у грузинській першості, в яких відзначився 4-а голами.
У 1993 році переїхав до України. Спочатку підсилив «Будівельник», який виступав в аматорському чемпіонаті України. У футболці броварського клубу зіграв 5 матчів, в яких відзначився 1 голом. Під час зимової перерви сезону 1993/94 років опинився в «Десні». Дебютував за чернігівський клуб 7 квітня 1994 року в програному виїзному поєдинку 23-о туру Першої ліги проти сєвєродонецького «Хіміка» (0:2). Гогохія вийшов на поле на 73-й хвилині, замінивши Анзора Кавтеладзе. Дебютними голами у футболці «Десни» відзначився 29 квітня 1994 року на 39-й та 79-й хвилинах програного виїзного поєдинку 28-о туру Першої ліги проти мукачевських «Карпат» (2:3). Гоча вийшов на поле в стартовому складі та відіграв увесь матч. Восени 1994 року відправився в оренду до «Ворскли». Дебютував за полтавський клуб 1 жовтня 1994 року в програному виїзному поєдинку 11-о туру Першої ліги проти сумського СБТС (0:1). Гогохія вийшов на поле на 55-й хвилині, замінивши Ігора Толстова. У жовтні — на початку листопада 1994 року зіграв 7 матчів за «ворсклян», після чого повернувся в «Десну». У чернігівському клубі провів два сезони, за цей час у Першій лізі зіграв 27 матчів, в яких відзначився 2-а голами. Ще 2 поєдинки провів у кубку України.
У 1995 році приєднався до «Факела» з аматорського чемпіонату України (6 матчів, 1 гол). Наступного сезону колектив з Варви вийшов у Другу лігу, де грузин відіграв два неповних сезони (у чемпіонаті України — 40 матчів, 9 голів; у кубку України — 4 поєдинки). Сезон 1997/98 років догравав у чернігівському «Домобудівнику».
Влітку 1998 році повернувся у «Десну». Дебютував у чернігівському клубі 31 липня 1997 року в переможному домашньому поєдинку 1-о туру Першої ліги проти охтирського «Нафтовика» (2:1). Гогохія вийшов на поле в стартовому складі, відзначився 2-а голами (на 38-й та 47-й хвилинах), а на 61-й хвилині його замінив Юрій Овчаренко. У складі чернігівського клубу в Першій лізі зіграв 21 матч (4 голи), ще 2 поєдинки провів у кубку України.
У 2000 році перейшов до «Ніжина». У своєму дебютному сезоні в складі «городян» став срібним призером аматорського чемпіонату України, а також найкращим бомбардиром турніру (14 голів). У складі «Ніжину» в аматорському чемпіонаті України виступав протягом двох з половиною років, за цей час зіграв 32 матчі (26 голів). З 2002 по 2004 рік виступав за інші колективи аматорського чемпіонату України: «Європа» (Прилуки) та «Єдність» (Плиски). Футбольну кар'єру завершив 2005 року у футболці ФК «Коростень».

## Досягнення

### Командні
«Ніжин»
- Аматорський чемпіонат України
  -  Срібний призер (1): 2000

«Єдність» (Плиски)
- Аматорський чемпіонат України
  -     -  Бронзовий призер (1): 2004

### Індивідуальні
- Найкращий бомбардир аматорського чемпіонату України (1): 2000 (14 голів)